# Conandrium polyanthum
Conandrium polyanthum là một loài thực vật có hoa trong họ Anh thảo. Loài này được (Lauterb. & K.Schum.) Mez mô tả khoa học đầu tiên năm 1902.